# St. Antonius von Padua (Piła)

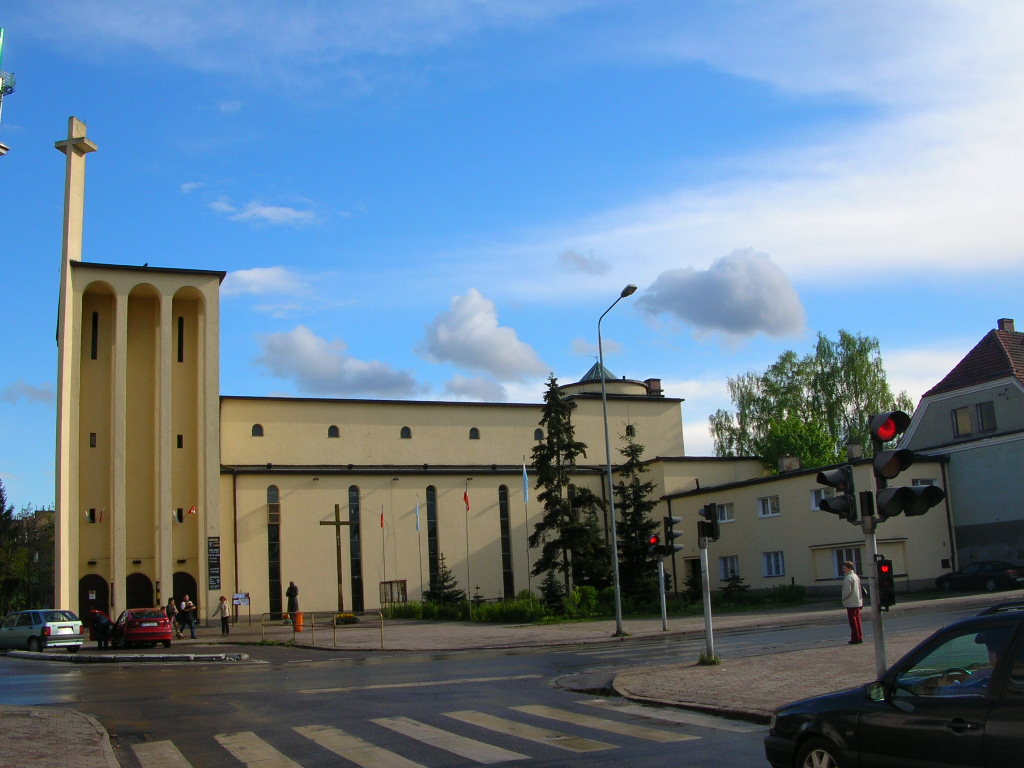
St. Antonius von Padua in Piła

St. Antonius von Padua ist eine römisch-katholische Pfarrkirche in Piła (deutsch Schneidemühl) in der polnischen Woiwodschaft Großpolen. Die Kirche der damaligen Prälatur Schneidemühl ist Antonius von Padua gewidmet und gehört heute zum Bistum Koszalin-Kołobrzeg. Die  denkmalgeschützte Kirche vom Ende der 1920er Jahre wurde im Stil der Moderne errichtet und liegt in der Bromberger Vorstadt.

## Geschichte
Nach der Gründung der Apostolischen Administratur 1923 wurde deren Sitz 1926 durch Prälat Maximilian Kaller von Tütz nach Schneidemühl verlegt. Hier wurde in den Jahren 1929–1930 nach einem Entwurf des Stuttgarter Architekten Hans Herkommer die Antoniuskirche mit Hilfe des Bonifatiusvereins gebaut und am 15. Juni 1930 von Prälat Kaller geweiht. Die Kirche befindet sich seit dem Ende des Zweiten Weltkriegs unter der Obhut der Kapuzinerbrüder, die ein Kloster neben der Kirche errichteten.

## Architektur
Die Kirche wurde im Stil der avantgardistischen Moderne errichtet, der Entwurf zeigt Ähnlichkeit zur wenig zuvor von Herkommer in Frankfurt am Main errichteten Frauenfriedenskirche. Der Eingangsbereich ist durch sehr hohe Rundbogenarkaden und ein darüber ragendes, schräg stehendes Kreuz geprägt. Durch die Bauweise in Eisenbeton konnte auf Stützen im Innenraum verzichtet werden. Die über dem Mittelgang erhöhte Decke erzeugt dabei den Eindruck einer basilikalen Dreischiffigkeit. Die Beleuchtung erfolgt durch hohe Buntglasfenster an der Süd- und Westseite, kleine Obergadenfenster und ein buntverglastes Oberlicht über dem Altarraum.

## Ausstattung

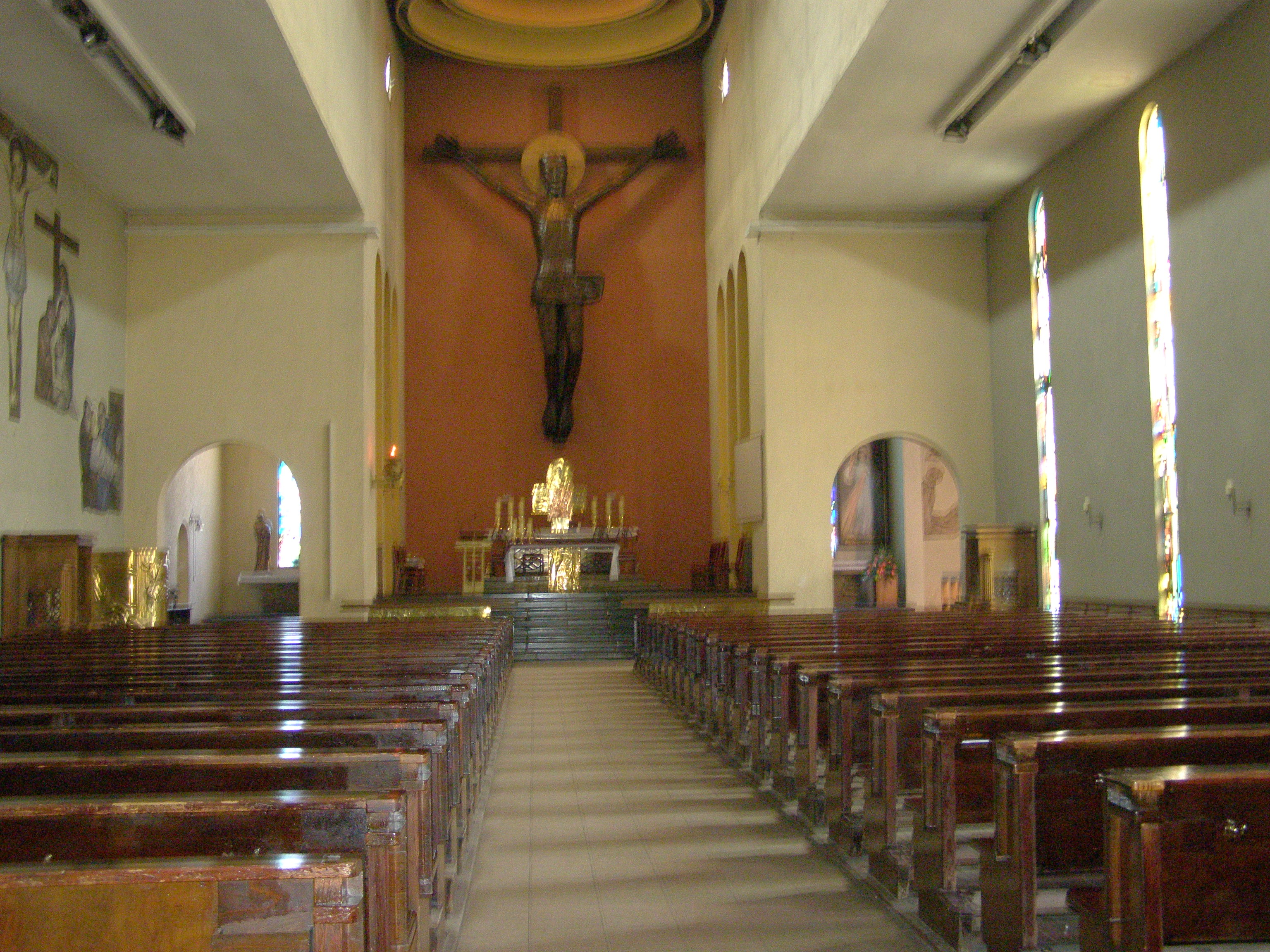
Innenraum

Das kontemplative Kircheninnere erinnert an frühchristliche Katakomben. Der Kreuzweg an der unten fensterlosen Nordwand stammt von Willy Oeser. Der bedeutendste Teil der Kirchenausstattung ist das mit 7,5 Meter größte Holzkruzifix Europas über dem Hauptaltar. Es wurde in fünf Monaten von Berthold Müller-Oerlinghausen aus Berlin geschaffen. Das Holz aus dem Bühnenboden und die Inspiration aus einer Szene stammen von den Oberammergauer Passionsspielen, das Holz wurde mit Bronzeplatten und 20.000 Nägeln beschlagen. Die zwei Tonnen schwere Skulptur stellt Christus den Sieger mit der Königskrone dar. Ein weiteres hölzernes, mit Messingblech überzogenes Kruzifix wurde von der Künstlerin Jenny Müller Wiegmann geschaffen, Müller-Oerlinghausens damaliger Frau. Große Fresken von Theo M. Landmann zeigen Szenen aus dem Leben des heiligen Antonius.